# Balanza analítica

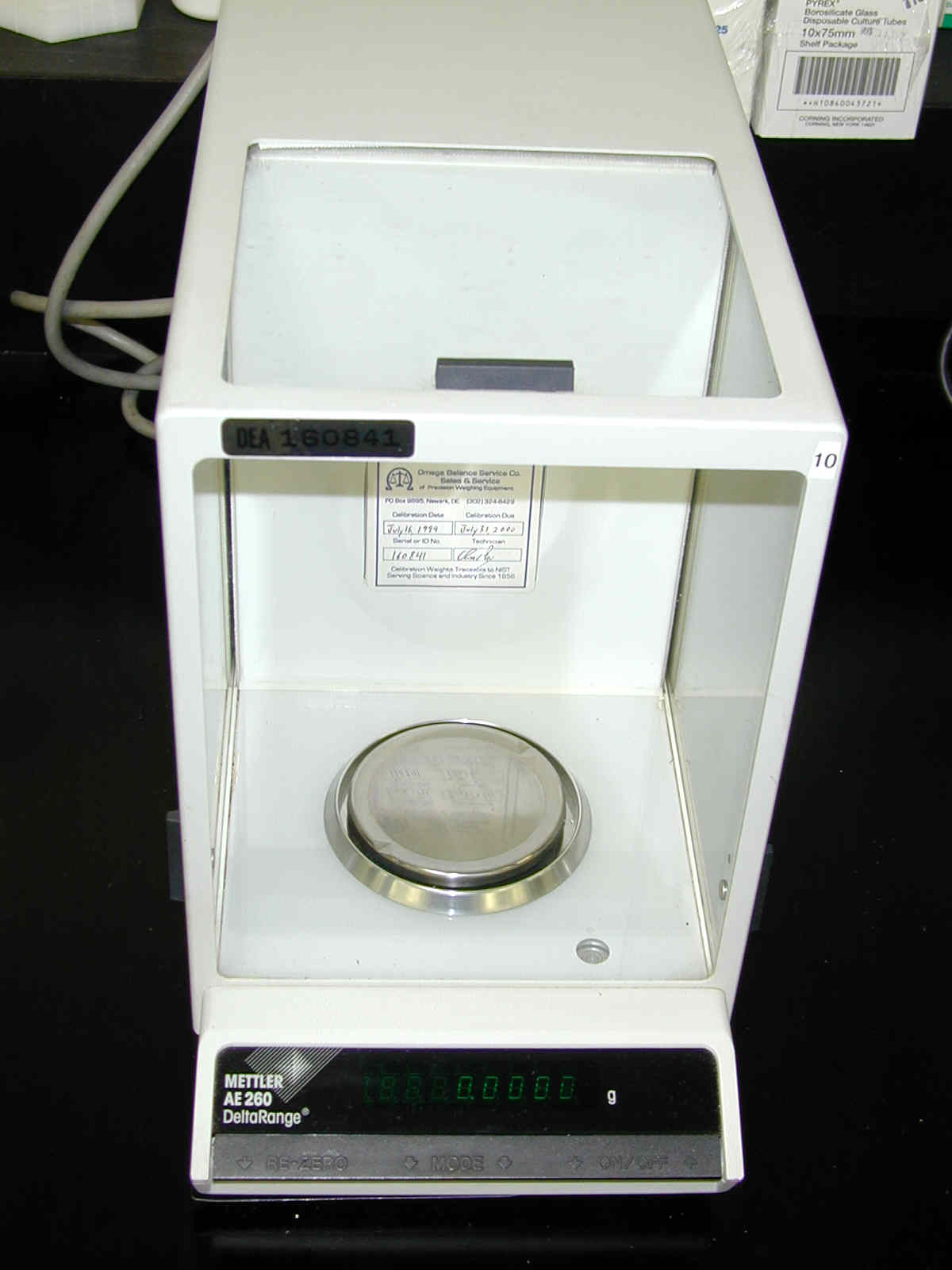
Balanza analítica electrónica Mettler con 0,1 mg de precisión.

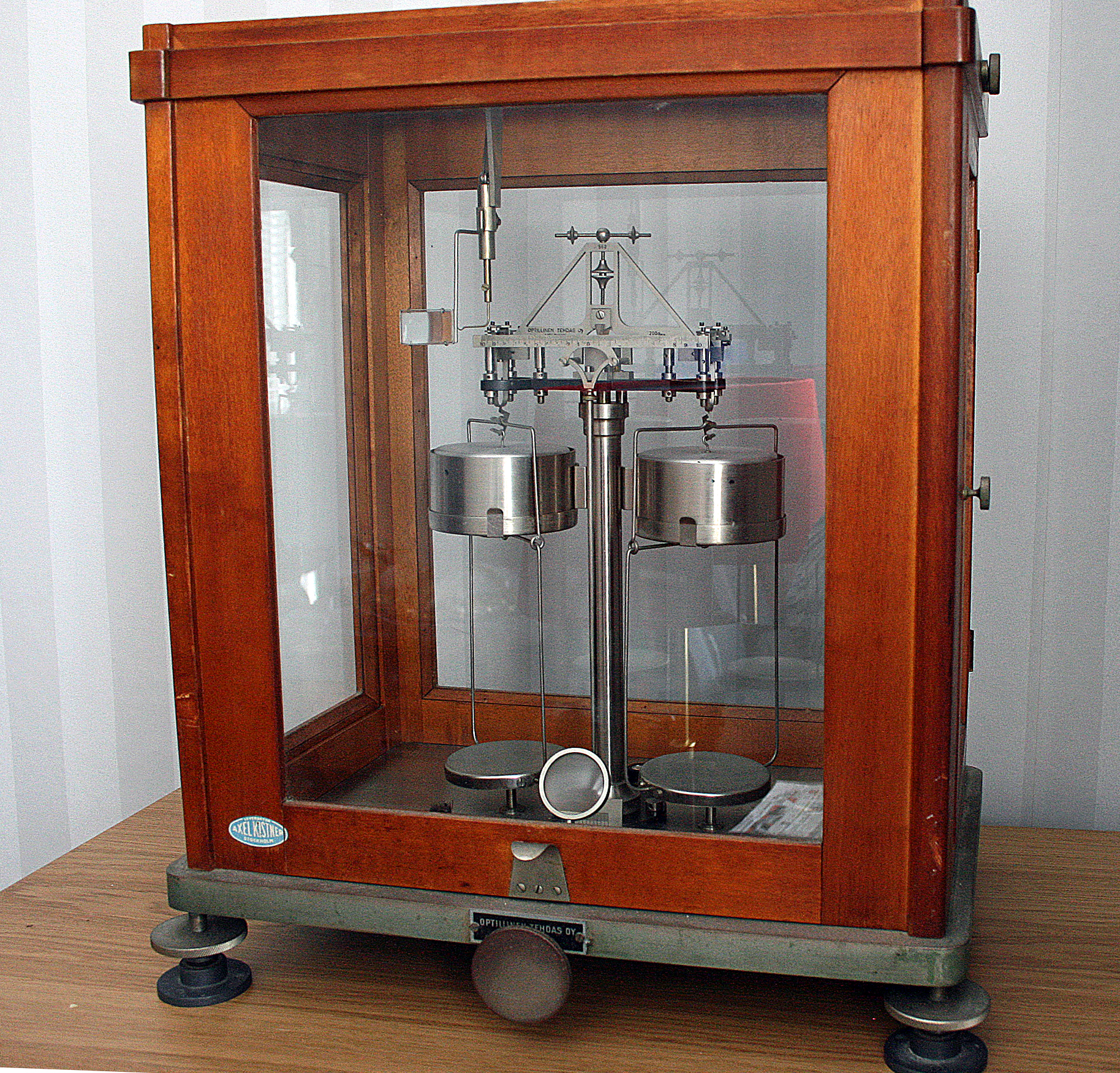
Balanza analítica mecánica

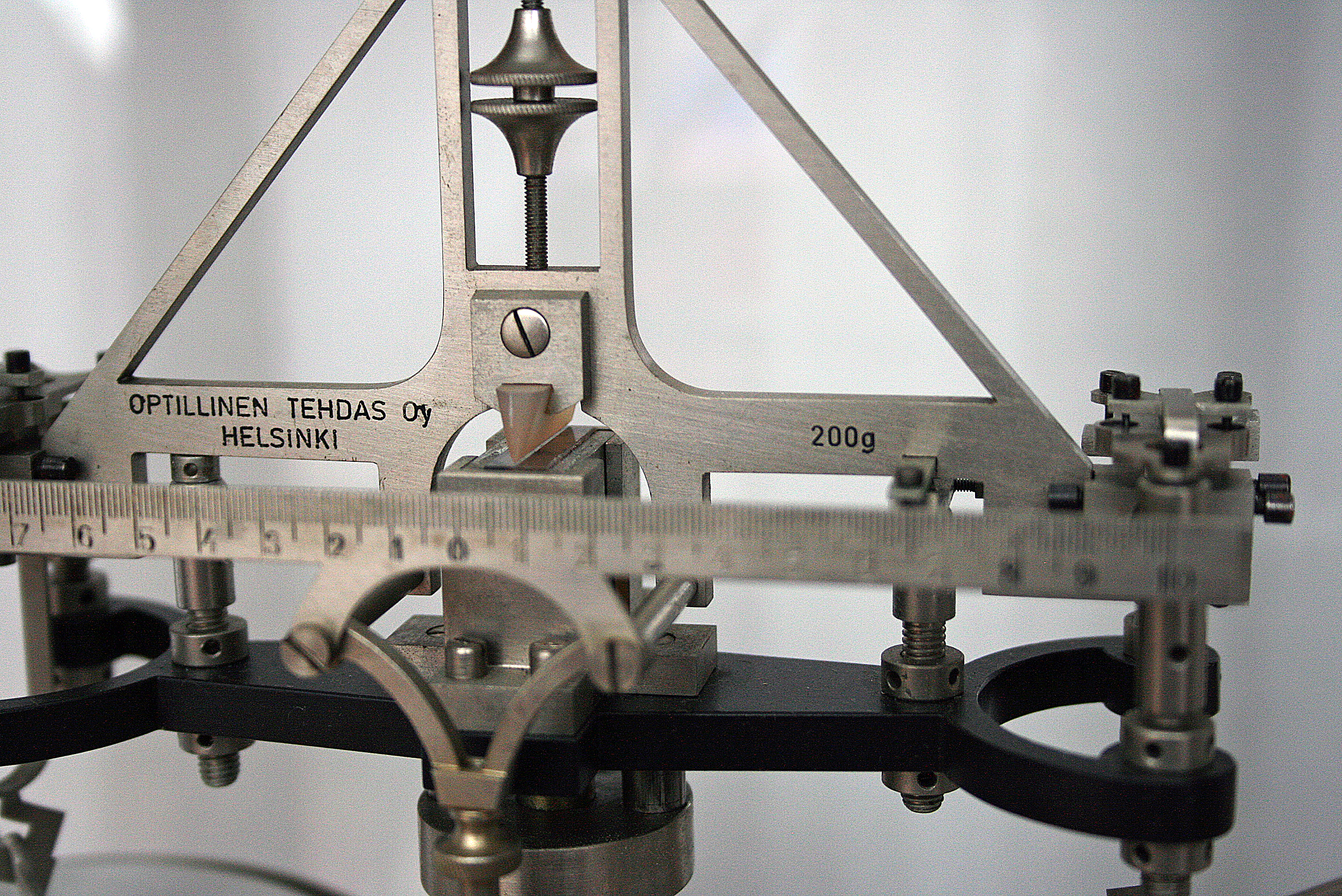
Detalle de una Balanza analítica mecánica

Una balanza analítica es una clase de balanza de laboratorio de gran exactitud y alta precisión, diseñada para medir pequeñas  cantidades de masa, generalmente inferiores al miligramo (las más avanzadas pueden llegar a  determinar masas con una precisión de cienmilésimas de gramo [0,00001 g  o 0,01 mg]). Los platillos de medición de una balanza analítica están dentro de una caja transparente provista de puertas para que no se acumule el polvo y para evitar que cualquier corriente de aire en la habitación afecte al funcionamiento de la balanza. (A este recinto a veces se le llama protector de corriente, draft shield). El uso de un cierre de seguridad con ventilación equilibrada, con perfiles aerodinámicos acrílicos diseñados exclusivamente a tal fin, permite en el interior un flujo de aire continuo sin turbulencias que evita las fluctuaciones de la balanza y que se puedan realizar medidas de masas por debajo  próximas al μg sin fluctuaciones ni pérdidas de producto.  Además, la muestra debe estar a temperatura ambiente para evitar que la convección natural forme corrientes de aire dentro de la caja que puedan causar un error en la lectura. Puesto que la balanza analítica es extremadamente sensible, la pesada puede verse afectada por vibraciones externas, provenientes de otros equipos de laboratorio, por lo que se colocan sobre mesas o soportes con sistemas antivibración. 

## Historia y desarrollo de la balanza analítica
La balanza de laboratorio tiene sus orígenes en las balanzas antiguas de doble brazo simétrico con dos platillos suspendidos en sus extremos (balanza de viga) . Los primeros modelos eran muy básicos y rudimentarios y de escasa precisión. Sin embargo, hacia el siglo XVIII  se comenzaron a desarrollar modelos más precisos y fácilmente replicables. Se atribuye al químico escocés Joseph Black  el desarrollo, hacia 1750, de una balanza de gran precisión que con el tiempo se convirtió en un importante instrumento científico en la mayoría de los laboratorios de química. Desde entonces, la balanza analítica ha evolucionado drásticamente a lo largo de estos siglos, aunque los avances más significativos se han producido durante el siglo XX. 

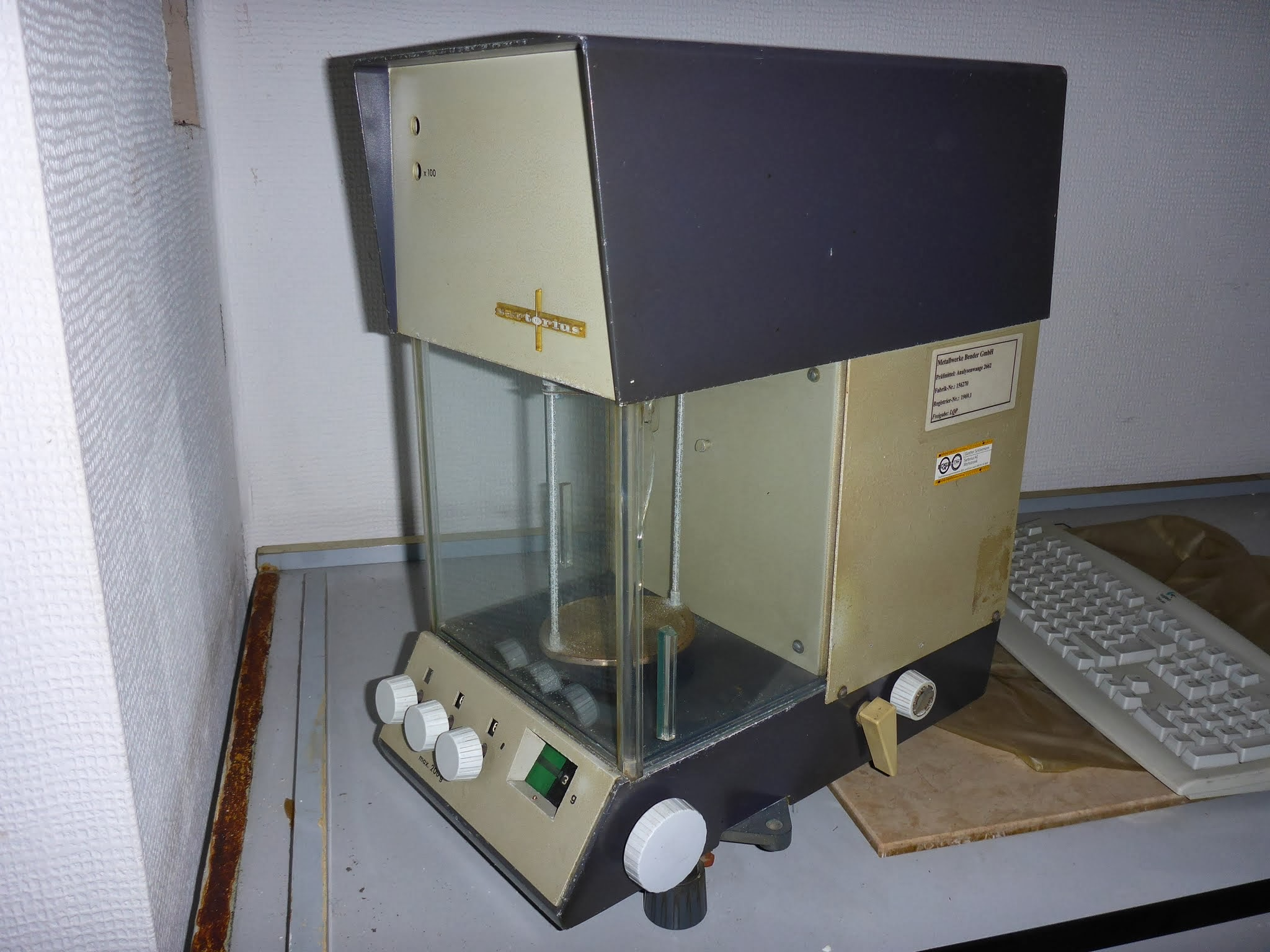
Balanza analítica mecánica de un solo plato

La balanza tradicional tenía dos platillos unidos al extremo de una barra que pivotaba sobre una cuchilla colocada en el centro de la barra. El objeto a pesar era colocado en uno de los platillos. En el otro platillo se colocaban pesos estándares para restaurar la barra a su posición original de equilibrio. La pesada con este tipo de balanzas de dos brazos era tediosa y consumía mucho tiempo. En 1946 se empezó a comercializar una balanza mecánica de un solo platillo que permitió realizar pesadas de forma más cómoda y en menos tiempo que con las balanzas tradicionales de dos brazos.Como resultado, estas balanzas reemplazaron a las anteriores en la mayoría de los laboratorios. En estas balanzas de un solo plato, el platillo y un juego completo de pesas, suspendidas por perchas, se encuentran suspendidas en el mismo brazo, siendo compensadas con un contrapeso fijo en el otro brazo. Estas pesas pueden ser retiradas con ayuda de unos sistemas mecánicos accionados desde el exterior de la vitrina. Para pesar un objeto, se coloca este sobre el platillo y se reequilibra las balanza retirando las pesas necesarias hasta restablecer la posición de equilibrio. Una escala mecánica o eléctrica (óptica), según los modelos, indica la suma de las pesas retiradas, que corresponde con el peso del objeto.
Entre finales del siglo XX y comienzos del XXI, la balanza mecánica monoplato ha sido reemplazada por la balanza analítica electrónica, mucho más fácil y cómoda de utilizar. Este tipo de balanza analítica mide la fuerza necesaria para contrarrestar la masa que está siendo medida en lugar de utilizar masas reales. Por ello deben tener los ajustes de calibración necesarios realizados para compensar las diferencias gravitacionales. Utilizan un electroimán para generar la fuerza que contrarreste la muestra a medir y da el resultado midiendo la fuerza necesaria para equilibrar la balanza. El platillo se posiciona sobre un cilindro metálico hueco que está rodeado por una espiral de alambre que se ajusta alrededor del polo interno del electroimán. Mediante una corriente eléctrica en la espiral se genera un campo magnético que hace levitar el platillo. Al colocar una masa sobre el platillo, este se desequilibra, requiriendo una modificación de la corriente para devolverlo a su posición inicial. La corriente necesaria para que esto ocurra es directamente proporcional a la masa de los objetos que es lo que se mide, digitaliza y mostrada en la pantalla. Las balanzas electrónicas se calibran pesando una masa estándar y ajustando la corriente de tal manera que aparezca la masa exacta del estándar en la pantalla.Tal dispositivo de medición se denomina sensor de restauración de fuerza electromagnética.
La evolución de la balanza de laboratorio ha visto, en los últimos años, mejoras significativas en tecnología, materiales y diseño para ofrecer mayor precisión y facilidad de uso. Dispositivos como el calibrador automático y software de análisis de datos han mejorado el rendimiento, con la constante evolución del diseño siendo crucial para la investigación científica moderna.